# Szymany (gromada w powiecie grajewskim)
Szymany – dawna gromada, czyli najmniejsza jednostka podziału terytorialnego Polskiej Rzeczypospolitej Ludowej w latach 1954–1972.
Gromady, z gromadzkimi radami narodowymi (GRN) jako organami władzy najniższego stopnia na wsi, funkcjonowały od reformy reorganizującej administrację wiejską przeprowadzonej jesienią 1954 do momentu ich zniesienia z dniem 1 stycznia 1973, tym samym wypierając organizację gminną w latach 1954–1972.
Gromadę Szymany z siedzibą GRN w Szymanach utworzono – jako jedną z 8759 gromad – w powiecie grajewskim w woj. białostockim, na mocy uchwały nr 15/V WRN w Białymstoku z dnia 4 października 1954. W skład jednostki weszły obszary dotychczasowych gromad Szymany, Szymany Kol., Toczyłowo, Danówek, Elżbiecin, Koty Rybno i Koszorówka ze zniesionej gminy Bogusze oraz wieś Sikora z dotychczasowej gromady Sikora ze zniesionej gminy Bełda w tymże powiecie. Dla gromady ustalono 12 członków gromadzkiej rady narodowej.
31 grudnia 1959 gromadę Szymany zniesiono, włączając jej obszar do nowo utworzonej gromady Grajewo.